# Sonic Highways
Sonic Highways je osmé studiové album americké rockové skupiny Foo Fighters, jež vyšlo 10. listopadu roku 2014, ve vydavatelství RCA Records. Album produkoval Butch Vig. Album obsahuje celkem osm písní, přičemž každá z nich byla nahrána v jiném studiu v osmi různých městech: Austinu, Chicagu, Los Angeles, Nashvillu, New Orleans, New Yorku, Seattlu a Washingtonu, D.C. To osatatně znázorňuje i obal alba, na kterém jsou dominanty těchto měst umístěny v jednom velkoměstě.
Během nahrávání členy kapely doprovodili i kameramani televizní stanice HBO, aby s nimi natočili stejnojmenný osmidílný seriál Sonic Highways. Vzhledem k tomu, že se na albu nachází pouze osm písní, je album také nejkratší deskou, jakou Foo Fighters ve své historii vydali. Jde také o první album od úspěšného Wasting Light z roku 2011, po němž zpěvák David Grohl navrhoval i tvůrčí pauzu.

## Seznam skladeb
| Pořadí | Název                                | Délka |
| ------ | ------------------------------------ | ----- |
| 1.     | Something from Nothing               | 4:49  |
| 2.     | The Feast and the Famine             | 3:50  |
| 3.     | Congregation                         | 5:12  |
| 4.     | What Did I Do?“ / „God as My Witness | 5:44  |
| 5.     | Outside                              | 5:15  |
| 6.     | In the Clear                         | 4:04  |
| 7.     | Subterranean                         | 6:08  |
| 8.     | I Am a River                         | 7:09  |

## Obsazení
Foo Fighters
- Dave Grohl – zpěv, kytara
- Chris Shiflett – kytara
- Pat Smear – kytara
- Nate Mendel – baskytara
- Taylor Hawkins – bicí, doprovodné vokály

Ostatní
- Rami Jaffee – klávesy
- Rick Nielsen – barytonová kytara
- Bad Brains – doprovodné vokály
- Zac Brown – kytara, doprovodné vokály
- Gary Clark, Jr. – kytara
- Joe Walsh – kytara
- Preservation Hall Jazz Band – altsaxofon, bicí, klavír, pozoun, trubka, tuba
- Ben Gibbard – kytara, zpěv
- Tony Visconti – aranžmá smyčců
- Kristeen Young – doprovodné vokály